# Kamienica przy ul. Mikołaja Kopernika 19 w Toruniu
Kamienica przy ul. Mikołaja Kopernika 19 w Toruniu – gotycka kamienica, znajdująca się przy ul. Mikołaja Kopernika na Starym Mieście w Toruniu. Obecnie siedziba Zakładu Zasobów Środowiska i Geozagrożeń Polskiej Akademii Nauk.
Najstarszym zachowanym fragmentem kamienicy są pochodzące z końca XIII wieku mury obwodowe piwnic. Wyższe mury zbudowano w XV wieku. Kamienica jest trójosiowa, liczy dwa piętra. Jej elewacja była niemal taka sama (ale w zwierciadlanym odbiciu) z elewacją sąsiedniej kamienicy spod numer 17 (ob. Dom Kopernika). O ile zachowała się oryginalna elewacja z kamienicy sąsiedniej, tak z kamienicy spod numeru 19 pozostały fragmenty fryzów na styku obu fasad oraz fragment wysokiej wąskiej wnęki.
Kamienica została przebudowana w 2. poł. XVII wieku: wyrównano poziomy w traktach przednim i tylnym oraz zmieniono rozmieszczenie okien. W 2 poł. XVIII wieku dokonano kolejnego remontu. Na fasadzie umieszczono zdobienia w stylu rokoko. W latach 30. XIX wieku usunięto szczyt. W 1971 roku kamienicę wpisano do rejestru zabytków.